# 1727
Portal Geschichte | Portal Biografien | Aktuelle Ereignisse | Jahreskalender | Tagesartikel

◄ |
17. Jahrhundert |
18. Jahrhundert
| 19. Jahrhundert | ►

◄ |
1690er |
1700er |
1710er |
1720er
| 1730er | 1740er | 1750er | ►

◄◄ |
◄ |
1723 |
1724 |
1725 |
1726 |
1727
| 1728 | 1729 | 1730 | 1731 | ► | ►►
Staatsoberhäupter  · Nekrolog   · Musikjahr
| Januar | Januar | Januar | Januar | Januar | Januar | Januar | Januar |
| Kw     | Mo     | Di     | Mi     | Do     | Fr     | Sa     | So     |
| 1      |        |        | 1      | 2      | 3      | 4      | 5      |
| 2      | 6      | 7      | 8      | 9      | 10     | 11     | 12     |
| 3      | 13     | 14     | 15     | 16     | 17     | 18     | 19     |
| 4      | 20     | 21     | 22     | 23     | 24     | 25     | 26     |
| 5      | 27     | 28     | 29     | 30     | 31     |        |        |
| ------ | ------ | ------ | ------ | ------ | ------ | ------ | ------ |

| Februar | Februar | Februar | Februar | Februar | Februar | Februar | Februar |
| Kw      | Mo      | Di      | Mi      | Do      | Fr      | Sa      | So      |
| 5       |         |         |         |         |         | 1       | 2       |
| 6       | 3       | 4       | 5       | 6       | 7       | 8       | 9       |
| 7       | 10      | 11      | 12      | 13      | 14      | 15      | 16      |
| 8       | 17      | 18      | 19      | 20      | 21      | 22      | 23      |
| 9       | 24      | 25      | 26      | 27      | 28      |         |         |
| ------- | ------- | ------- | ------- | ------- | ------- | ------- | ------- |

| März | März | März | März | März | März | März | März |
| Kw   | Mo   | Di   | Mi   | Do   | Fr   | Sa   | So   |
| 9    |      |      |      |      |      | 1    | 2    |
| 10   | 3    | 4    | 5    | 6    | 7    | 8    | 9    |
| 11   | 10   | 11   | 12   | 13   | 14   | 15   | 16   |
| 12   | 17   | 18   | 19   | 20   | 21   | 22   | 23   |
| 13   | 24   | 25   | 26   | 27   | 28   | 29   | 30   |
| 14   | 31   |      |      |      |      |      |      |
| ---- | ---- | ---- | ---- | ---- | ---- | ---- | ---- |

| April | April | April | April | April | April | April | April |
| Kw    | Mo    | Di    | Mi    | Do    | Fr    | Sa    | So    |
| 14    |       | 1     | 2     | 3     | 4     | 5     | 6     |
| 15    | 7     | 8     | 9     | 10    | 11    | 12    | 13    |
| 16    | 14    | 15    | 16    | 17    | 18    | 19    | 20    |
| 17    | 21    | 22    | 23    | 24    | 25    | 26    | 27    |
| 18    | 28    | 29    | 30    |       |       |       |       |
| ----- | ----- | ----- | ----- | ----- | ----- | ----- | ----- |

| Mai | Mai | Mai | Mai | Mai | Mai | Mai | Mai |
| Kw  | Mo  | Di  | Mi  | Do  | Fr  | Sa  | So  |
| 18  |     |     |     | 1   | 2   | 3   | 4   |
| 19  | 5   | 6   | 7   | 8   | 9   | 10  | 11  |
| 20  | 12  | 13  | 14  | 15  | 16  | 17  | 18  |
| 21  | 19  | 20  | 21  | 22  | 23  | 24  | 25  |
| 22  | 26  | 27  | 28  | 29  | 30  | 31  |     |
| --- | --- | --- | --- | --- | --- | --- | --- |

| Juni | Juni | Juni | Juni | Juni | Juni | Juni | Juni |
| Kw   | Mo   | Di   | Mi   | Do   | Fr   | Sa   | So   |
| 22   |      |      |      |      |      |      | 1    |
| 23   | 2    | 3    | 4    | 5    | 6    | 7    | 8    |
| 24   | 9    | 10   | 11   | 12   | 13   | 14   | 15   |
| 25   | 16   | 17   | 18   | 19   | 20   | 21   | 22   |
| 26   | 23   | 24   | 25   | 26   | 27   | 28   | 29   |
| 27   | 30   |      |      |      |      |      |      |
| ---- | ---- | ---- | ---- | ---- | ---- | ---- | ---- |

| Juli | Juli | Juli | Juli | Juli | Juli | Juli | Juli |
| Kw   | Mo   | Di   | Mi   | Do   | Fr   | Sa   | So   |
| 27   |      | 1    | 2    | 3    | 4    | 5    | 6    |
| 28   | 7    | 8    | 9    | 10   | 11   | 12   | 13   |
| 29   | 14   | 15   | 16   | 17   | 18   | 19   | 20   |
| 30   | 21   | 22   | 23   | 24   | 25   | 26   | 27   |
| 31   | 28   | 29   | 30   | 31   |      |      |      |
| ---- | ---- | ---- | ---- | ---- | ---- | ---- | ---- |

| August | August | August | August | August | August | August | August |
| Kw     | Mo     | Di     | Mi     | Do     | Fr     | Sa     | So     |
| 31     |        |        |        |        | 1      | 2      | 3      |
| 32     | 4      | 5      | 6      | 7      | 8      | 9      | 10     |
| 33     | 11     | 12     | 13     | 14     | 15     | 16     | 17     |
| 34     | 18     | 19     | 20     | 21     | 22     | 23     | 24     |
| 35     | 25     | 26     | 27     | 28     | 29     | 30     | 31     |
| ------ | ------ | ------ | ------ | ------ | ------ | ------ | ------ |

| September | September | September | September | September | September | September | September |
| Kw        | Mo        | Di        | Mi        | Do        | Fr        | Sa        | So        |
| 36        | 1         | 2         | 3         | 4         | 5         | 6         | 7         |
| 37        | 8         | 9         | 10        | 11        | 12        | 13        | 14        |
| 38        | 15        | 16        | 17        | 18        | 19        | 20        | 21        |
| 39        | 22        | 23        | 24        | 25        | 26        | 27        | 28        |
| 40        | 29        | 30        |           |           |           |           |           |
| --------- | --------- | --------- | --------- | --------- | --------- | --------- | --------- |

| Oktober | Oktober | Oktober | Oktober | Oktober | Oktober | Oktober | Oktober |
| Kw      | Mo      | Di      | Mi      | Do      | Fr      | Sa      | So      |
| 40      |         |         | 1       | 2       | 3       | 4       | 5       |
| 41      | 6       | 7       | 8       | 9       | 10      | 11      | 12      |
| 42      | 13      | 14      | 15      | 16      | 17      | 18      | 19      |
| 43      | 20      | 21      | 22      | 23      | 24      | 25      | 26      |
| 44      | 27      | 28      | 29      | 30      | 31      |         |         |
| ------- | ------- | ------- | ------- | ------- | ------- | ------- | ------- |

| November | November | November | November | November | November | November | November |
| Kw       | Mo       | Di       | Mi       | Do       | Fr       | Sa       | So       |
| 44       |          |          |          |          |          | 1        | 2        |
| 45       | 3        | 4        | 5        | 6        | 7        | 8        | 9        |
| 46       | 10       | 11       | 12       | 13       | 14       | 15       | 16       |
| 47       | 17       | 18       | 19       | 20       | 21       | 22       | 23       |
| 48       | 24       | 25       | 26       | 27       | 28       | 29       | 30       |
| -------- | -------- | -------- | -------- | -------- | -------- | -------- | -------- |

| Dezember | Dezember | Dezember | Dezember | Dezember | Dezember | Dezember | Dezember |
| Kw       | Mo       | Di       | Mi       | Do       | Fr       | Sa       | So       |
| 49       | 1        | 2        | 3        | 4        | 5        | 6        | 7        |
| 50       | 8        | 9        | 10       | 11       | 12       | 13       | 14       |
| 51       | 15       | 16       | 17       | 18       | 19       | 20       | 21       |
| 52       | 22       | 23       | 24       | 25       | 26       | 27       | 28       |
| 1        | 29       | 30       | 31       |          |          |          |          |
| -------- | -------- | -------- | -------- | -------- | -------- | -------- | -------- |

| Januar | Januar | Januar | Januar | Januar | Januar | Januar | Januar |
| Kw     | Mo     | Di     | Mi     | Do     | Fr     | Sa     | So     |
| 1      |        |        | 1      | 2      | 3      | 4      | 5      |
| 2      | 6      | 7      | 8      | 9      | 10     | 11     | 12     |
| 3      | 13     | 14     | 15     | 16     | 17     | 18     | 19     |
| 4      | 20     | 21     | 22     | 23     | 24     | 25     | 26     |
| 5      | 27     | 28     | 29     | 30     | 31     |        |        |
| ------ | ------ | ------ | ------ | ------ | ------ | ------ | ------ |

| Februar | Februar | Februar | Februar | Februar | Februar | Februar | Februar |
| Kw      | Mo      | Di      | Mi      | Do      | Fr      | Sa      | So      |
| 5       |         |         |         |         |         | 1       | 2       |
| 6       | 3       | 4       | 5       | 6       | 7       | 8       | 9       |
| 7       | 10      | 11      | 12      | 13      | 14      | 15      | 16      |
| 8       | 17      | 18      | 19      | 20      | 21      | 22      | 23      |
| 9       | 24      | 25      | 26      | 27      | 28      |         |         |
| ------- | ------- | ------- | ------- | ------- | ------- | ------- | ------- |

| März | März | März | März | März | März | März | März |
| Kw   | Mo   | Di   | Mi   | Do   | Fr   | Sa   | So   |
| 9    |      |      |      |      |      | 1    | 2    |
| 10   | 3    | 4    | 5    | 6    | 7    | 8    | 9    |
| 11   | 10   | 11   | 12   | 13   | 14   | 15   | 16   |
| 12   | 17   | 18   | 19   | 20   | 21   | 22   | 23   |
| 13   | 24   | 25   | 26   | 27   | 28   | 29   | 30   |
| 14   | 31   |      |      |      |      |      |      |
| ---- | ---- | ---- | ---- | ---- | ---- | ---- | ---- |

| April | April | April | April | April | April | April | April |
| Kw    | Mo    | Di    | Mi    | Do    | Fr    | Sa    | So    |
| 14    |       | 1     | 2     | 3     | 4     | 5     | 6     |
| 15    | 7     | 8     | 9     | 10    | 11    | 12    | 13    |
| 16    | 14    | 15    | 16    | 17    | 18    | 19    | 20    |
| 17    | 21    | 22    | 23    | 24    | 25    | 26    | 27    |
| 18    | 28    | 29    | 30    |       |       |       |       |
| ----- | ----- | ----- | ----- | ----- | ----- | ----- | ----- |

| Mai | Mai | Mai | Mai | Mai | Mai | Mai | Mai |
| Kw  | Mo  | Di  | Mi  | Do  | Fr  | Sa  | So  |
| 18  |     |     |     | 1   | 2   | 3   | 4   |
| 19  | 5   | 6   | 7   | 8   | 9   | 10  | 11  |
| 20  | 12  | 13  | 14  | 15  | 16  | 17  | 18  |
| 21  | 19  | 20  | 21  | 22  | 23  | 24  | 25  |
| 22  | 26  | 27  | 28  | 29  | 30  | 31  |     |
| --- | --- | --- | --- | --- | --- | --- | --- |

| Juni | Juni | Juni | Juni | Juni | Juni | Juni | Juni |
| Kw   | Mo   | Di   | Mi   | Do   | Fr   | Sa   | So   |
| 22   |      |      |      |      |      |      | 1    |
| 23   | 2    | 3    | 4    | 5    | 6    | 7    | 8    |
| 24   | 9    | 10   | 11   | 12   | 13   | 14   | 15   |
| 25   | 16   | 17   | 18   | 19   | 20   | 21   | 22   |
| 26   | 23   | 24   | 25   | 26   | 27   | 28   | 29   |
| 27   | 30   |      |      |      |      |      |      |
| ---- | ---- | ---- | ---- | ---- | ---- | ---- | ---- |

| Juli | Juli | Juli | Juli | Juli | Juli | Juli | Juli |
| Kw   | Mo   | Di   | Mi   | Do   | Fr   | Sa   | So   |
| 27   |      | 1    | 2    | 3    | 4    | 5    | 6    |
| 28   | 7    | 8    | 9    | 10   | 11   | 12   | 13   |
| 29   | 14   | 15   | 16   | 17   | 18   | 19   | 20   |
| 30   | 21   | 22   | 23   | 24   | 25   | 26   | 27   |
| 31   | 28   | 29   | 30   | 31   |      |      |      |
| ---- | ---- | ---- | ---- | ---- | ---- | ---- | ---- |

| August | August | August | August | August | August | August | August |
| Kw     | Mo     | Di     | Mi     | Do     | Fr     | Sa     | So     |
| 31     |        |        |        |        | 1      | 2      | 3      |
| 32     | 4      | 5      | 6      | 7      | 8      | 9      | 10     |
| 33     | 11     | 12     | 13     | 14     | 15     | 16     | 17     |
| 34     | 18     | 19     | 20     | 21     | 22     | 23     | 24     |
| 35     | 25     | 26     | 27     | 28     | 29     | 30     | 31     |
| ------ | ------ | ------ | ------ | ------ | ------ | ------ | ------ |

| September | September | September | September | September | September | September | September |
| Kw        | Mo        | Di        | Mi        | Do        | Fr        | Sa        | So        |
| 36        | 1         | 2         | 3         | 4         | 5         | 6         | 7         |
| 37        | 8         | 9         | 10        | 11        | 12        | 13        | 14        |
| 38        | 15        | 16        | 17        | 18        | 19        | 20        | 21        |
| 39        | 22        | 23        | 24        | 25        | 26        | 27        | 28        |
| 40        | 29        | 30        |           |           |           |           |           |
| --------- | --------- | --------- | --------- | --------- | --------- | --------- | --------- |

| Oktober | Oktober | Oktober | Oktober | Oktober | Oktober | Oktober | Oktober |
| Kw      | Mo      | Di      | Mi      | Do      | Fr      | Sa      | So      |
| 40      |         |         | 1       | 2       | 3       | 4       | 5       |
| 41      | 6       | 7       | 8       | 9       | 10      | 11      | 12      |
| 42      | 13      | 14      | 15      | 16      | 17      | 18      | 19      |
| 43      | 20      | 21      | 22      | 23      | 24      | 25      | 26      |
| 44      | 27      | 28      | 29      | 30      | 31      |         |         |
| ------- | ------- | ------- | ------- | ------- | ------- | ------- | ------- |

| November | November | November | November | November | November | November | November |
| Kw       | Mo       | Di       | Mi       | Do       | Fr       | Sa       | So       |
| 44       |          |          |          |          |          | 1        | 2        |
| 45       | 3        | 4        | 5        | 6        | 7        | 8        | 9        |
| 46       | 10       | 11       | 12       | 13       | 14       | 15       | 16       |
| 47       | 17       | 18       | 19       | 20       | 21       | 22       | 23       |
| 48       | 24       | 25       | 26       | 27       | 28       | 29       | 30       |
| -------- | -------- | -------- | -------- | -------- | -------- | -------- | -------- |

| Dezember | Dezember | Dezember | Dezember | Dezember | Dezember | Dezember | Dezember |
| Kw       | Mo       | Di       | Mi       | Do       | Fr       | Sa       | So       |
| 49       | 1        | 2        | 3        | 4        | 5        | 6        | 7        |
| 50       | 8        | 9        | 10       | 11       | 12       | 13       | 14       |
| 51       | 15       | 16       | 17       | 18       | 19       | 20       | 21       |
| 52       | 22       | 23       | 24       | 25       | 26       | 27       | 28       |
| 1        | 29       | 30       | 31       |          |          |          |          |
| -------- | -------- | -------- | -------- | -------- | -------- | -------- | -------- |

## Ereignisse

### Politik und Weltgeschehen

#### Russland
- 17. Mai: Nach dem Tod der Kaiserin Katharina I. übernimmt dem Willen der Kaiserin entsprechend der Enkel Peters I., der minderjährige Peter II., den russischen Thron. Der erst 12-jährige Zar steht gemäß Katharinas Testament unter der Vormundschaft ihres Vertrauten Alexander Danilowitsch Menschikow und ihrer beiden Töchter Anna und Elisabeth. Elisabeth zeigt jedoch keine politischen Ambitionen, und der ehrgeizige Menschikow bewirkt die Ausreise von Anna nach Kiel, um seine Machtstellung am Hof weiter auszubauen.

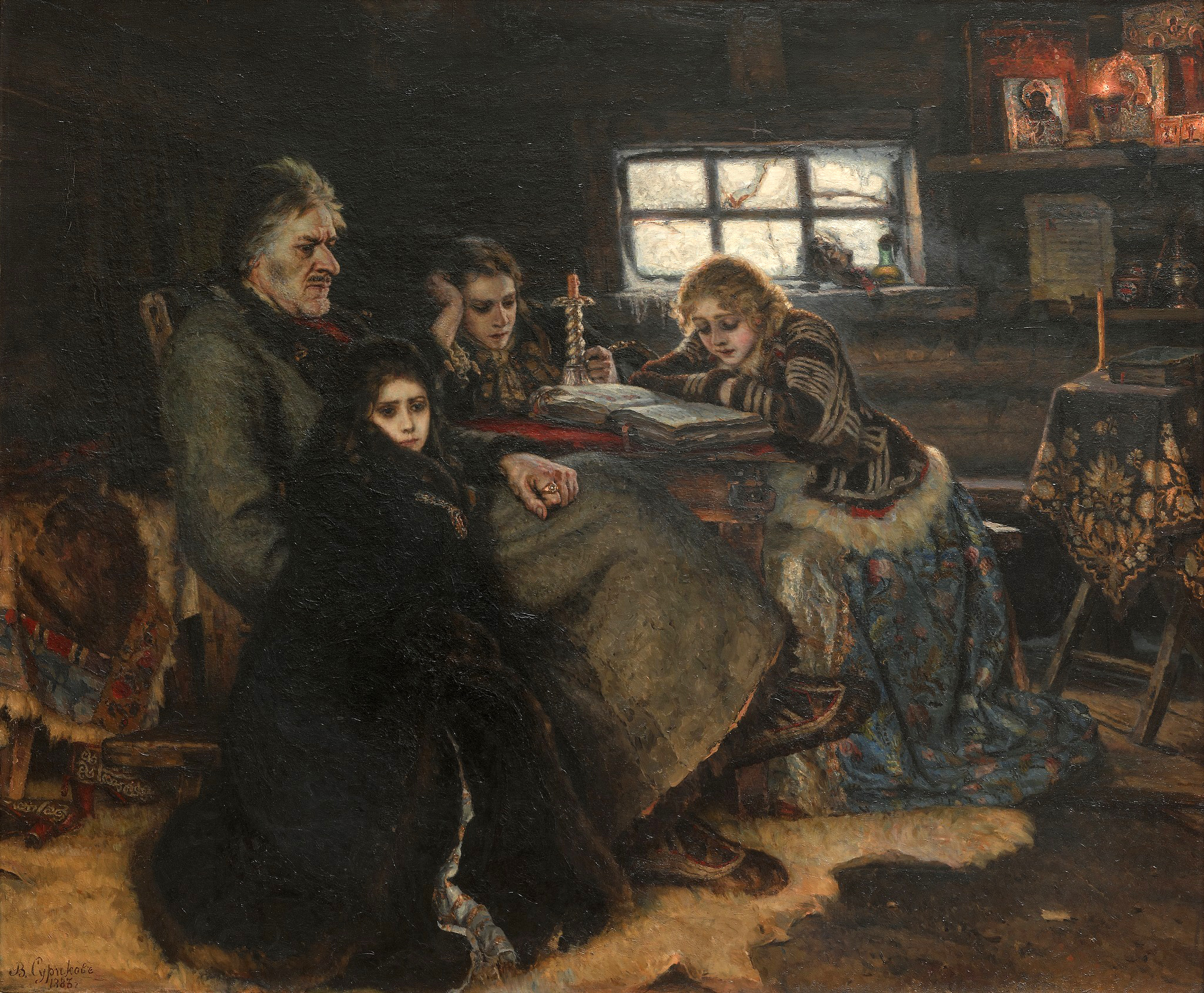
Menschikow in der Verbannung in Berjosow, Gemälde von Wassili Surikow

- 20. September: Alexander Danilowitsch Menschikow, der bisher allmächtige Berater am Kaiserhof, wird durch den Einfluss von Wassili Wladimirowitsch Dolgorukow verhaftet und mit seiner Familie nach Berjosow im Gouvernement Tobolsk in Westsibirien verbannt. Sein Vermögen verfällt der Krone.
- 21. Oktober: Im ersten Vertrag von Kjachta zwischen China und Russland wird unter anderem der Grenzverlauf zwischen den beiden Reichen festgelegt und der Grenzhandel geregelt. Den zuvor gültigen Vertrag von Nertschinsk aus dem Jahr 1689 hat das Qing-Reich im Jahr 1722 wegen inhaltlicher Streitigkeiten gekündigt und die Grenze geschlossen.

#### Großbritannien / Spanien
- 1. Januar: In einer Note kündigt Spanien den Passus im Frieden von Utrecht, der dem Königreich Großbritannien den Besitz von Gibraltar garantiert.
- 11. Februar: Mit dem Angriff Spaniens auf Gibraltar beginnt der Englisch-Spanische Krieg. Schon bald zeigte sich, dass die Spanier im Nachteil sind. Die britische Flotte beschränkt die Angriffsmöglichkeiten auf die schmale Landzunge, die allerdings unter dem Feuer der britischen Festungsartillerie liegt. Der spanische General De las Torres plant daher, die Befestigungen erst durch Artillerie-Feuer zu zerstören und diese dann mit seiner Infanterie zu erstürmen. Am 24. März sind die spanischen Geschütze so weit in Stellung gebracht, dass die Bombardierung beginnen kann. Diese dauert zehn Tage und verursacht zahlreiche Schäden an den britischen Positionen, welche selbst unter Heranziehung aller Zivilisten in der Festung nur ungenügend repariert werden können. Vom 7. bis 20. Mai erfolgt ein weiteres Bombardement, das zahlreiche britische Geschütze außer Gefecht setzt. Doch dann versagte der Nachschub an Pulver und Kanonenkugeln. Nachdem die von Spanien erhoffte Ausweitung des Krieges auf Europa ausbleibt und am 31. Mai nach wenigen Scharmützeln in Paris ein Präliminarfrieden zwischen Großbritannien und dem Heiligen Römischen Reich geschlossen wird, kommt auch vor Gibraltar am 23. Juni ein Waffenstillstand zustande.

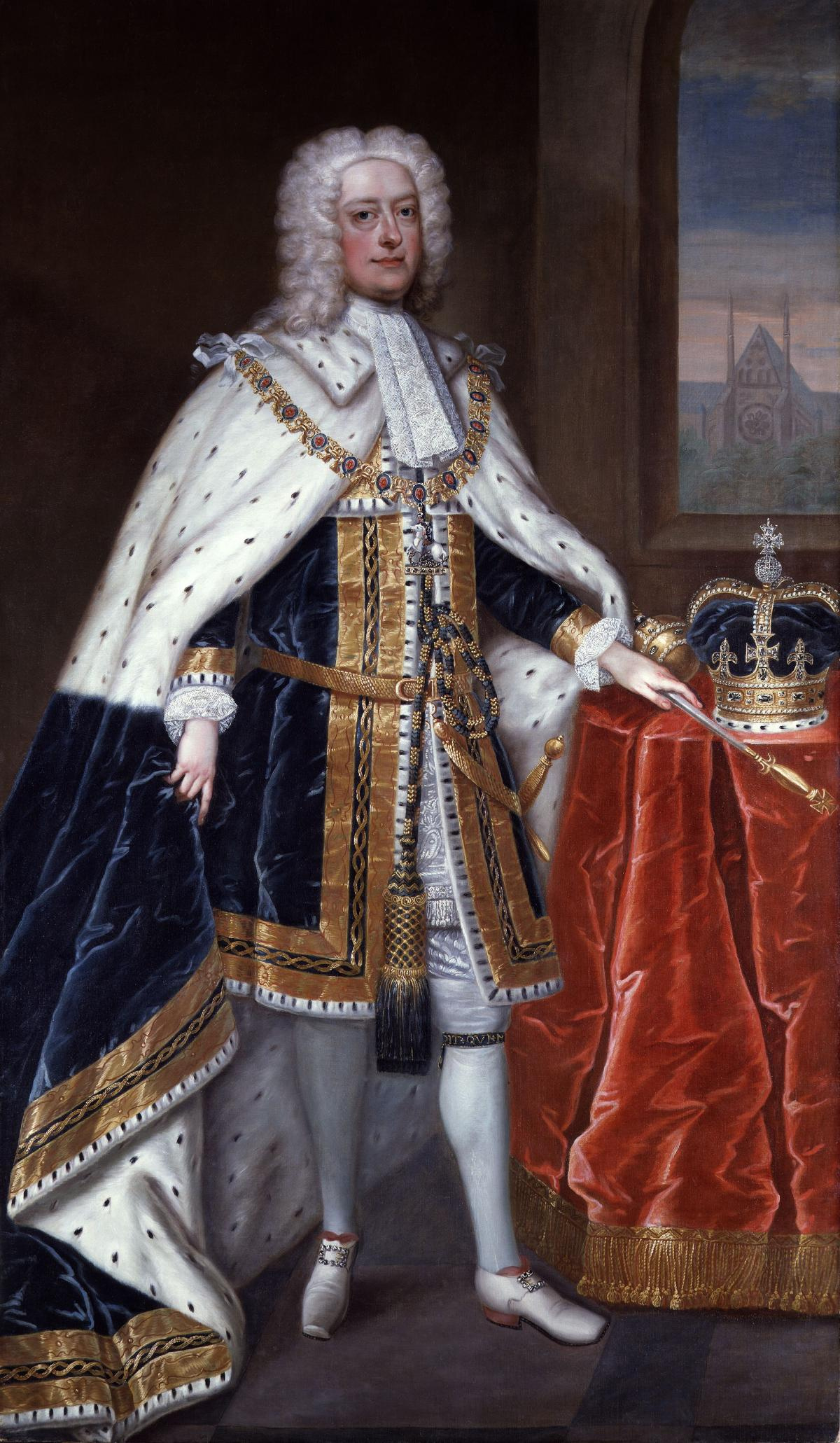
Georg II. im Krönungsornat

Caroline als britische Königin

- 22. Juni: Nach dem Tod von George I. von Großbritannien folgt ihm sein Sohn George II. auf den Thron. Die Krönung erfolgt gemeinsam mit der seiner Gattin Caroline von Brandenburg-Ansbach am 22. Oktober in der Westminster Abbey. Georg Friedrich Händel komponiert dafür die vier Coronation Anthems.

#### Afrika
- 9. März: Das westafrikanische Königreich Dahomey erobert unter König Dossou Agadja das benachbarte Königreich Sahé. Dessen Hauptstadt Ajudá wird in Ouidah umbenannt, der bisherige König Hufon als Fürst neu eingesetzt. Der Eroberungszug ist vor allem durch einen Stosstrupp weiblicher Kavallerie möglich, der später zu einer dynastischen Tradition wird.

#### Asien
- Dezember: Nach dem Tod von Tsewangrabtan wird sein Sohn Galdan Tsereng Herrscher der Oiraten.

### Wirtschaft

#### Geldwirtschaft
Durch königliches Statut wird die Royal Bank of Scotland gegründet. Damit sollen Kredite an die britische Krone erleichtert werden, denn die schon zuvor bestehende Bank of Scotland kann Kredite an den Staat nur mit Zustimmung des schottischen Parlaments gewähren.

#### Unternehmensgründungen und -einstellungen
- Die St. Petersburgische Zeitung, die älteste deutschsprachige Auslandszeitung, wird gegründet.
- Die wöchentliche Zeitschrift Duisburgische Adresse- und Intelligentz-Zettel erscheint erstmals.
- Der spätere Frommann-Holzboog Verlag wird als Buchhandlung in Züllichau gegründet.
- Die 1715 gegründete Zeitschrift Remarquable Curiosa wird eingestellt.

#### Sonstiges
- Der Portugiese Francisco de Melo Palheta schmuggelt die ersten Kaffeebohnen nach Brasilien.
- Der osmanische Gelehrte und Diplomat İbrahim Müteferrika erhält auf Initiative von Großwesir Nevşehirli Damat İbrahim Pascha von Sultan Ahmed III. die Erlaubnis zum Betrieb einer Druckerpresse zur Erzeugung nichtreligiöser Druckwerke.

### Wissenschaft und Technik
- 18. März: Daniel Gottlieb Messerschmidts mehrjährige Forschungsreise durch Sibirien im Auftrag Peters des Großen endet in Sankt Petersburg.

### Kultur

#### Bildende Kunst

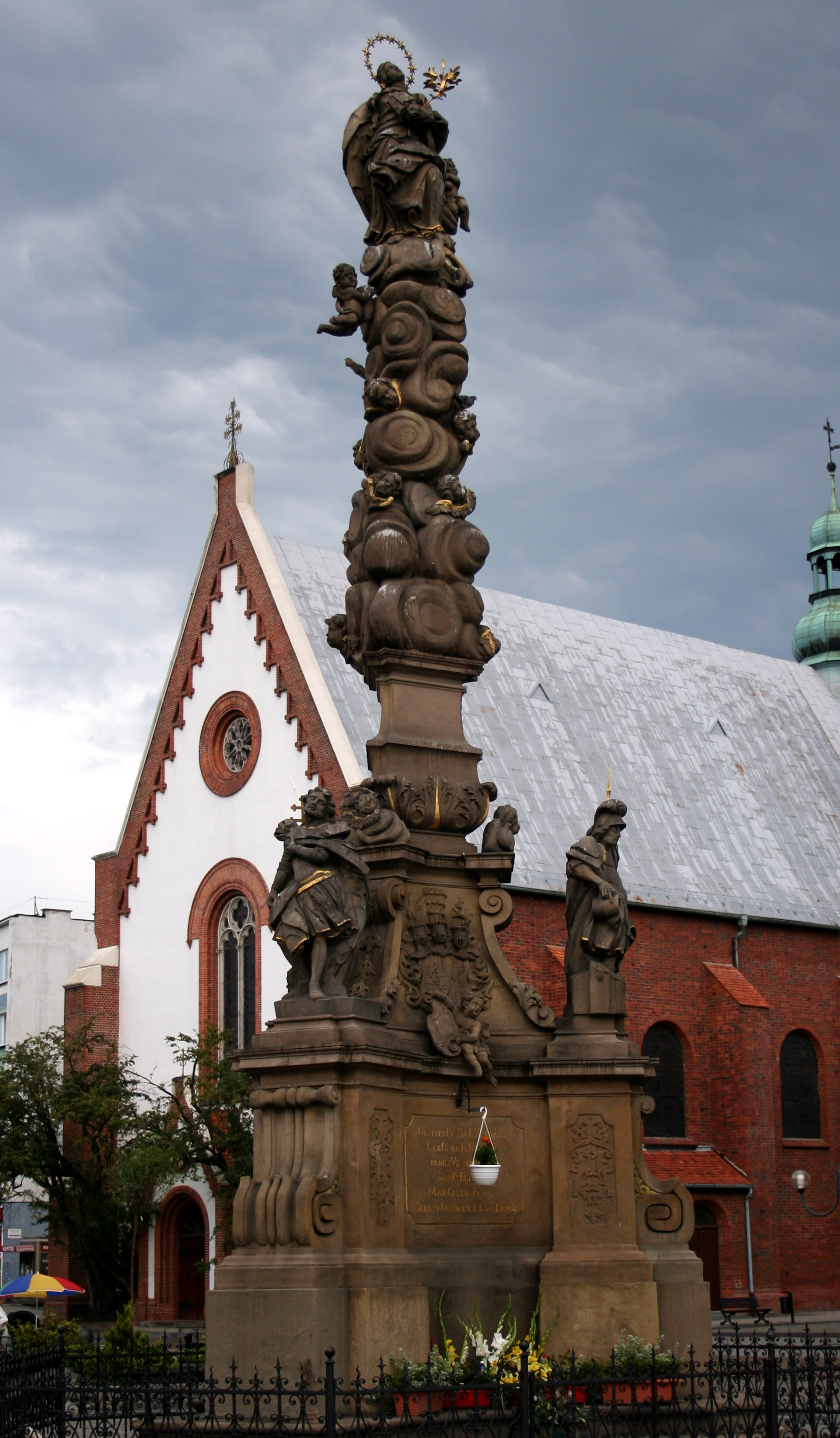
Die Mariensäule

- Die nach zwei überstandenen Cholera-Epidemien gestiftete und von Johann Melchior Österreicher geschaffene Mariensäule in Racibórz wird fertiggestellt.
- Der von Johann Schellenberg geschaffene Mohrenbrunnen im thüringischen Eisenberg wird fertiggestellt.

#### Musik und Theater

##### Oper

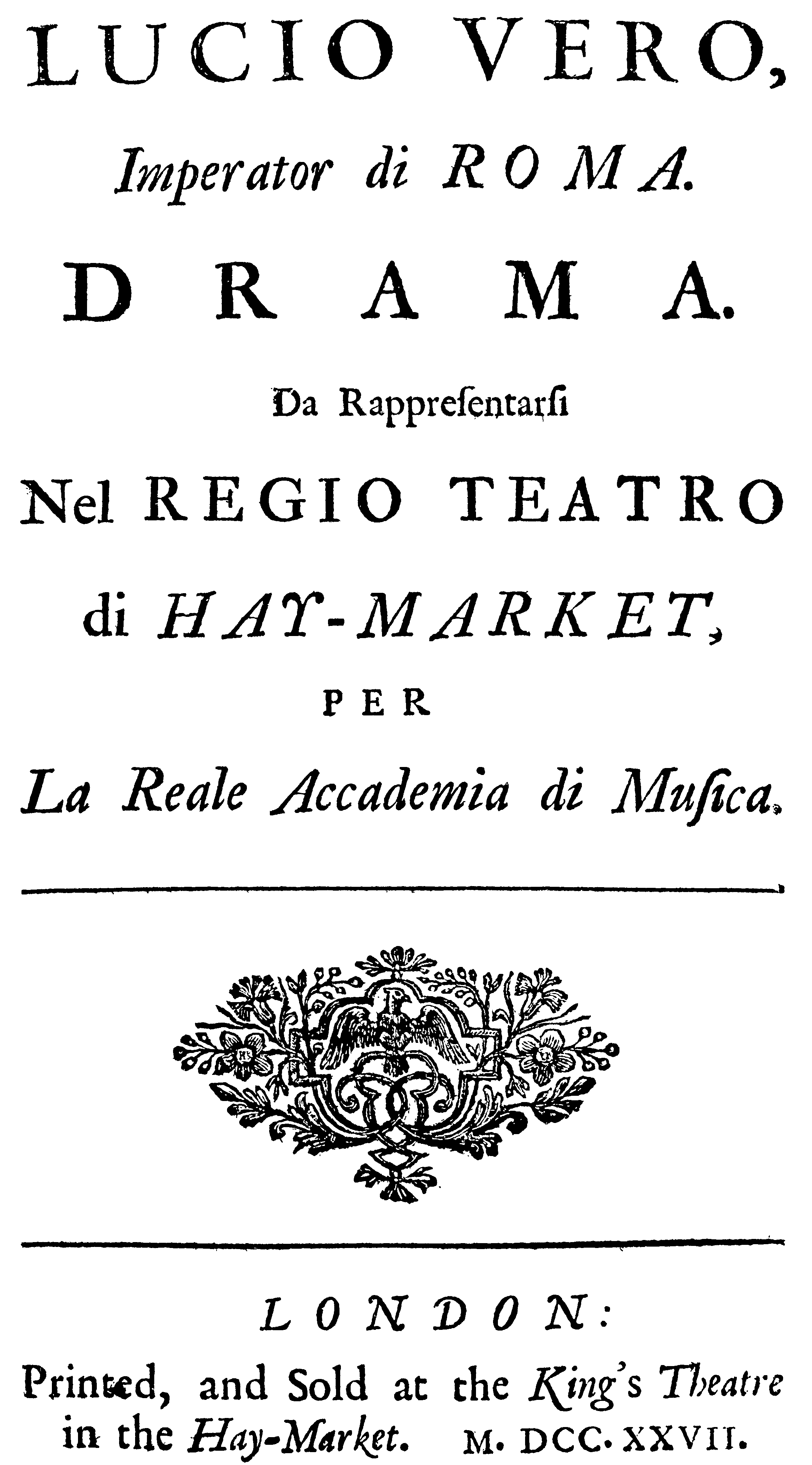
Titelblatt des Librettos, Musik von Attilio Ariosti

- 7. Januar: Die Uraufführung der Oper Lucio Vero, imperator di Roma von Attilio Ariosti findet am King’s Theatre in London statt. Das schon 1699 erstmals vertonte Libretto stammt von Apostolo Zeno, vermutlich in einer Bearbeitung von Nicola Francesco Haym. Im Mai wird das Werk in einer weiteren Vertonung von Antonio Bioni am Theater im Ballhaus in Breslau uraufgeführt.

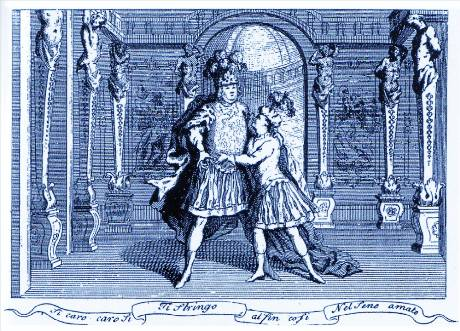
Der Kastrat Senesino und die Primadonna Faustina Bordoni bei der Uraufführung von Admeto

- 31. Januar: Die Oper Admeto von Georg Friedrich Händel wird am King’s Theatre am Londoner Haymarket uraufgeführt. Der Urheber des Librettos ist unbekannt, wahrscheinlich stammt es von Nicola Francesco Haym. Als literarische Vorlage diente L’Antigona delusa da Alceste von Aurelio Aureli.
- 6. Februar: Uraufführung der Oper Don Chisciotte in corte della duchessa von Antonio Caldara am Teatrino di corte in Wien
- 10. Februar: Die Uraufführung der Oper Farnace von Antonio Vivaldi nach einem Libretto von Antonio Maria Lucchini findet am Teatro Sant’Angelo in Venedig statt.
- 21. Oktober: Die Uraufführung der Oper Teuzzone von Attilio Ariosti findet am King’s Theatre in London statt.
- 10. November: Antonio Vivaldis Oper Orlando furioso wird am Teatro Sant’Angelo in Venedig uraufgeführt. Vivaldi hat Grazio Bracciolis Libretto nach der literarischen Vorlage Der rasende Roland von Ludovico Ariosto so gründlich überarbeitet, dass dieser gar nicht mehr als Librettist erwähnt wird.
- 11. November: Die Oper Riccardo Primo von Georg Friedrich Händel wird am King’s Theatre in London uraufgeführt. Es ist Händels dritte Oper für das Triumvirat Faustina Bordoni, Francesca Cuzzoni und Senesino. Das Libretto stammt von Paolo Antonio Rolli.

##### Geistliche Musik
- 11. April: Die Matthäus-Passion von Johann Sebastian Bach hat ihre Uraufführung in der Thomaskirche in Leipzig.
- Johann Andreas Rothe verfasst den Text für das Kirchenlied Ich habe nun den Grund gefunden.

### Gesellschaft
- 30. August: Der britische König George II. verleiht seiner ältesten Tochter Anna den Titel Princess Royal. Sie ist die zweite Trägerin dieses Titels.
- Die Teutschübende Poetische Gesellschaft wird unter dem Namen Deutsche Gesellschaft neu gegründet. Ziel der in Leipzig ansässigen Sprachgesellschaft ist die Schaffung einer von Fremdwörtern gesäuberten und von mundartlichen Färbungen freien überregionalen deutschen Einheitssprache.
- Benjamin Franklin gründet mit 12 Freunden den Club Junto.

### Religion
Kurfürstin Maria Amalia von Bayern legt den Grundstein für die Klosterkirche St. Anna im Lehel. Architekt der Klosterkirche, die bis 1733 errichtet wird, ist Johann Michael Fischer.

### Katastrophen, Natur und Umwelt
- Der isländische Vulkan Hvannadalshnúkur bricht aus und setzt der Besiedlung in seiner Umgebung ein vorläufiges Ende.

## Geboren

### Erstes Quartal
- 02. Januar: James Wolfe, britischer General in den amerikanischen Kolonien († 1759)
- 06. Januar: Juan de Velasco, spanischer Jesuitenpater († 1792)
- 06. Februar: Georg Adam Eger, deutscher Maler († 1808)
- 14. Januar: Gaetano Callido, italienischer Orgelbauer († 1813)
- 30. Januar: József Batthyány, Erzbischof von Gran, Fürstprimas von Ungarn und Kardinal († 1799)
- 06. Februar: David Claparède, Schweizer evangelischer Geistlicher und Hochschullehrer († 1801)
- 06. Februar: Mary Coke, englische Adlige sowie Tagebuch- und Briefeverfasserin († 1811)
- 13. Februar: Friedrich, paragierter Landgraf von Hessen-Philippsthal-Barchfeld († 1777)
- 14. Februar: Friedrich Wilhelm Richter, deutscher Geistlicher und Pädagoge († 1791)
- 16. Februar: Nikolaus Joseph von Jacquin, österreichischer Botaniker und Chemiker († 1817)
- 16. Februar: Friedrich von der Trenck, preußischer Offizier und Abenteurer († 1794)
- 21. Februar: Christian Just Wiedeburg, deutscher Jurist und Regierungsbeamter von Sachsen-Weimar-Eisenach († 1804)
- 25. Februar: Charles Eugène Gabriel de La Croix de Castries, französischer Minister, Marschall von Frankreich († 1801)
- 25. Februar: Armand-Louis Couperin, französischer Komponist und Organist († 1789)
- 27. Februar: Karl Theophil Döbbelin, deutscher Theaterdirektor und Schauspieler († 1793)
- 04. März: Martin Planta, Schweizer Geistlicher und Pädagoge († 1772)
- 07. März: André Morellet, französischer Ökonom und Schriftsteller († 1819)
- 14. März (getauft): Johann Gottlieb Goldberg, deutscher Cembalist und Organist († 1756)
- 14. März: Adolph Friedrich Hamberger, deutscher Mediziner († 1750)
- 18. März: Ferdinand Berthoud, Schweizer Uhrmacher († 1807)
- 22. März: Jean-Frédéric de La Tour du Pin Gouvernet, französischer Offizier und Kriegsminister († 1794)

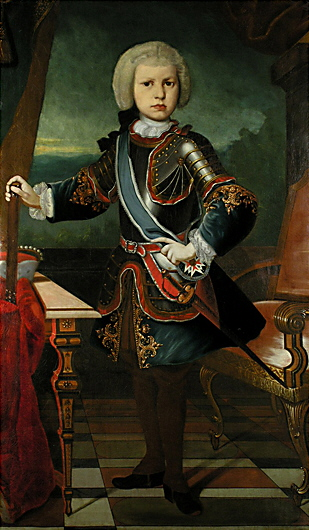
Maximilian Joseph als Kurprinz

- 28. März: Maximilian III. Joseph, Kurfürst von Bayern († 1777)
- 30. März: Tommaso Traetta, italienischer Komponist († 1779)

### Zweites Quartal
- 05. April: Pasquale Anfossi, italienischer Kapellmeister und Komponist († 1797)
- 05. April: Friedrich Wilhelm von Westphalen, Fürstbischof von Hildesheim und Paderborn († 1789)
- 07. April: Michel Adanson, französischer Botaniker, Ethnologe und Naturforscher († 1806)
- 10. April: Samuel Heinicke, deutscher Pädagoge und Erfinder der Deutschen Methode der Gehörlosenpädagogik († 1790)
- 14. April: Johanna von Hohenzollern-Berg, Erbin der Grafschaft Berg und Fürstin von Hohenzollern-Sigmaringen († 1787)
- 20. April: Florimond Claude von Mercy-Argenteau, österreichischer Diplomat († 1794)
- 24. April: Heinrich XXX., Graf Reuß zu Gera († 1802)
- 27. April: Charles DeWitt, US-amerikanischer Politiker († 1787)
- 29. April: Jean Georges Noverre, französischer Tänzer und Choreograph († 1810)
- 10. Mai: Anne Robert Jacques Turgot, baron de l’Aulne, französischer Staatsmann und Ökonom der Vorklassik († 1781)
- 11. Mai: Ludwig Joseph von Welden, Fürstbischof von Freising († 1788)
- 13. Mai: Salomon Hirzel, Schweizer Politiker und Historiker († 1818)
- 14. Mai: Thomas Gainsborough, englischer Maler († 1788)
- 22. Mai: Johann Koenen, deutscher Jurist († 1805)
- 01. Juni: Diego José Abad, spanischer Jesuit, Schriftsteller, Pädagoge und Humanist in Neuspanien und Italien († 1779)
- 01. Juni: Francesco Casanova, italienischer Maler († 1803)
- 10. Juni: Ernst Friedrich III., Herzog von Sachsen-Hildburghausen († 1780)
- 15. Juni: Marie Duronceray, französische Schauspielerin und Schriftstellerin († 1772)
- 15. Juni: Charlotte Elisabeth Nebel, deutsche Kirchenlieddichterin und Erbauungsschriftstellerin († 1761)

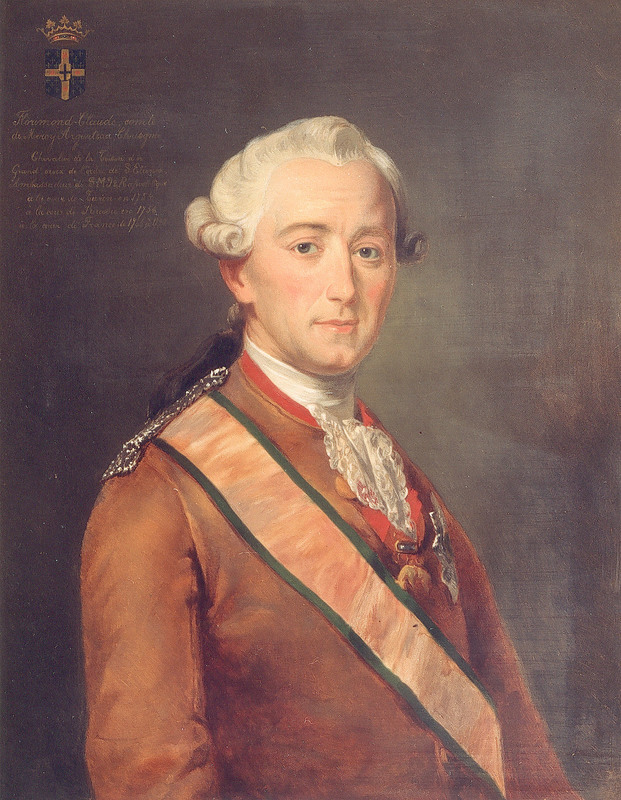
Florimont-Claude Mercy-Argenteau
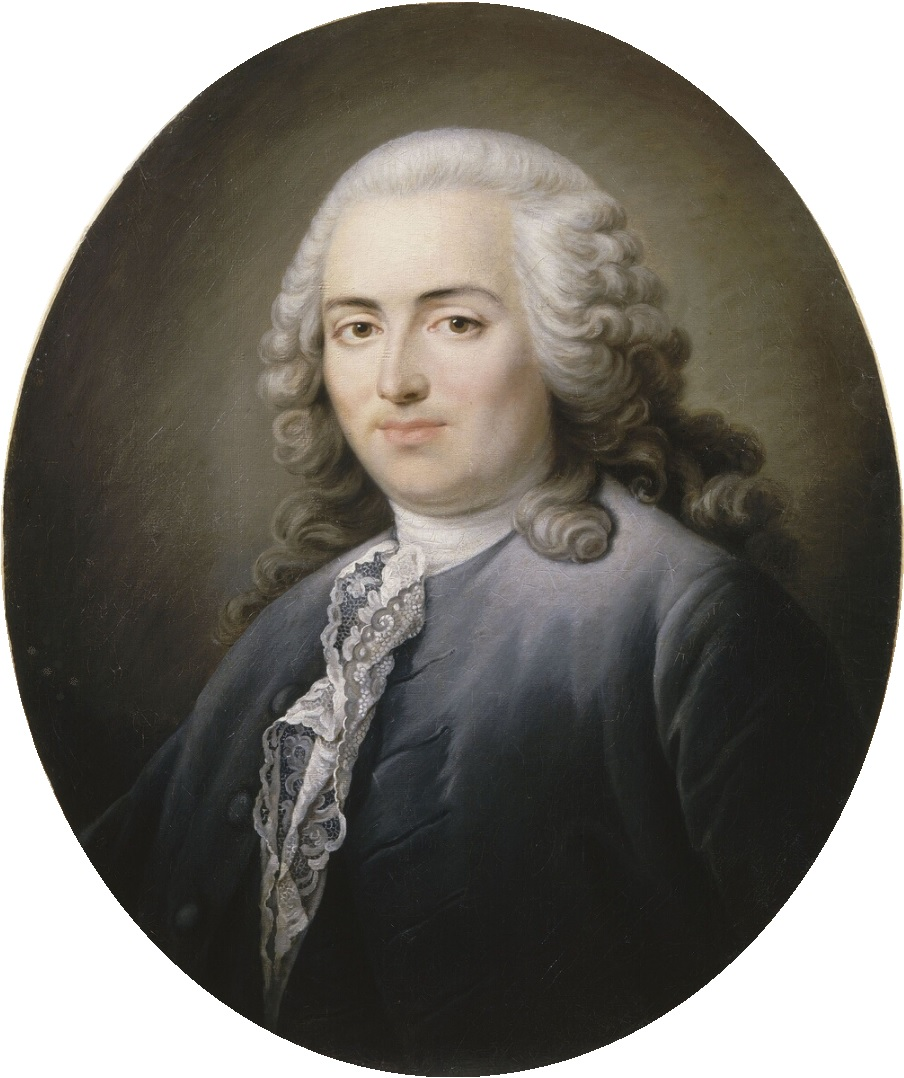
Anne Robert Jacques Turgot
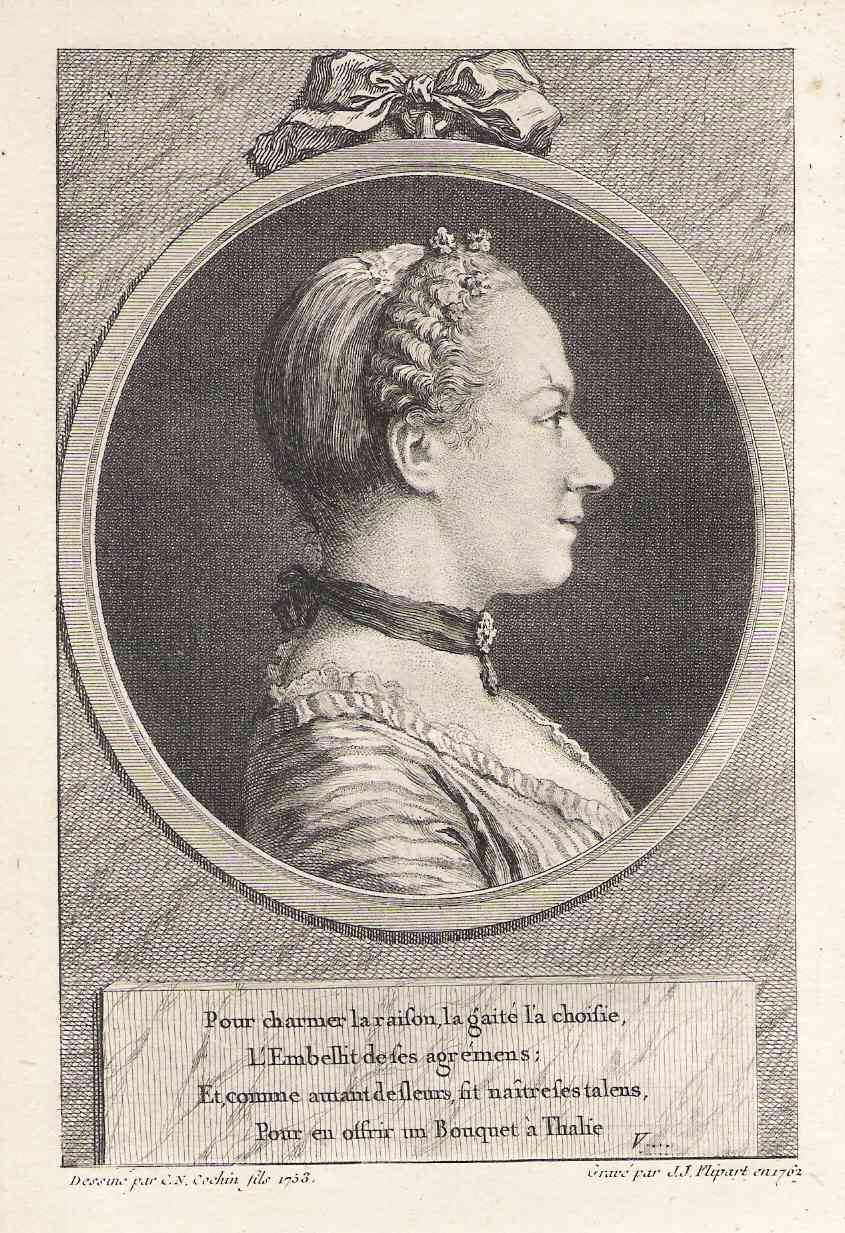
Marie Duronceray

### Drittes Quartal
- 22. Juli: François Thurot, französischer Freibeuter und Marineoffizier († 1760)
- 24. Juli: Maria Anna Sagar, österreichische Schriftstellerin († 1805)
- 25. Juli: John De Hart, Delegierter von New Jersey im Kontinentalkongress († 1795)
- 14. August: Anne Henriette de Bourbon, Prinzessin von Frankreich und Gambistin († 1752)
- 14. August: Marie Louise Élisabeth de Bourbon, Infantin von Spanien und Herzogin von Parma, Piacenza und Guastalla († 1759)

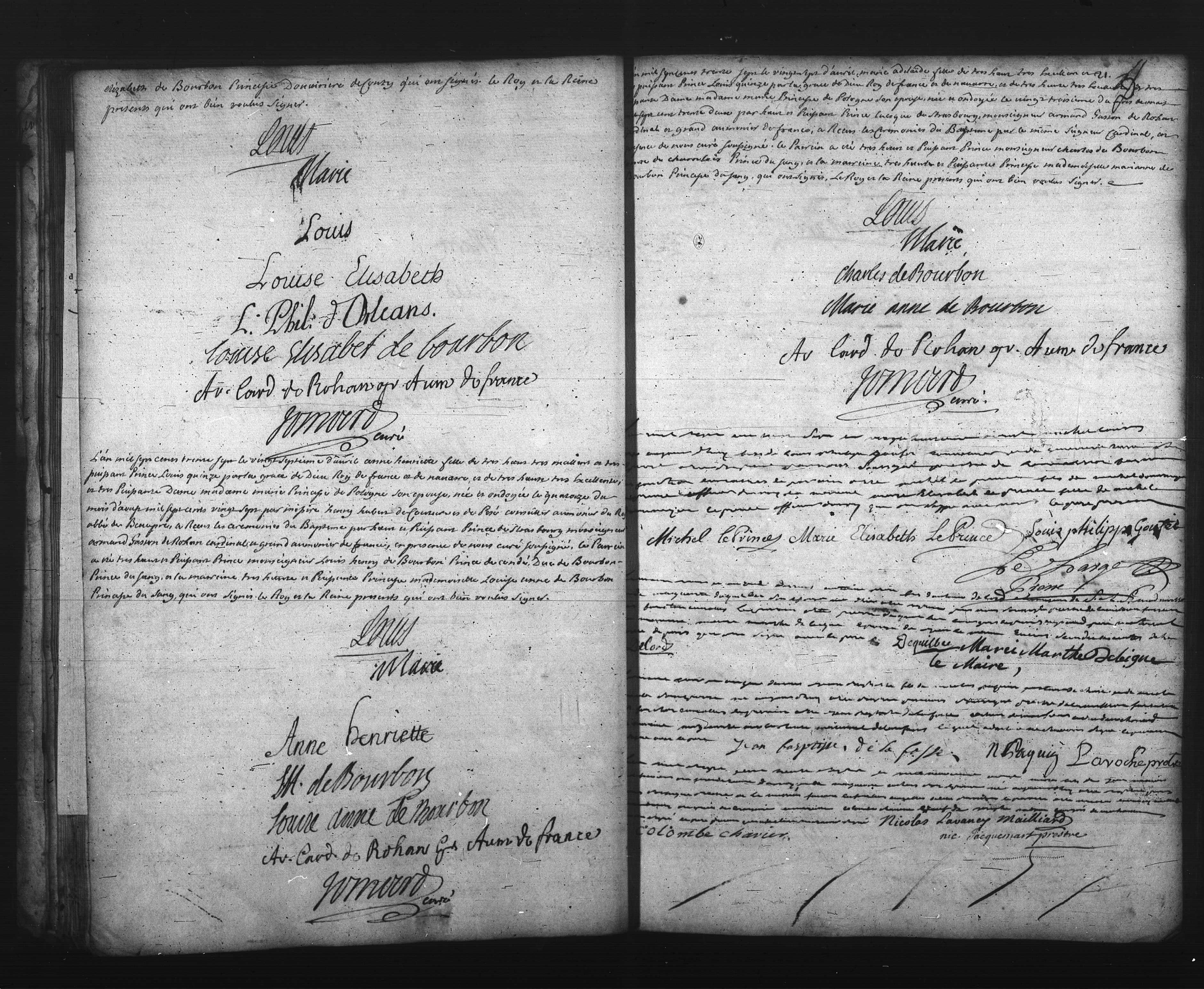
Taufurkunden Anne Henriette de Bourbon …
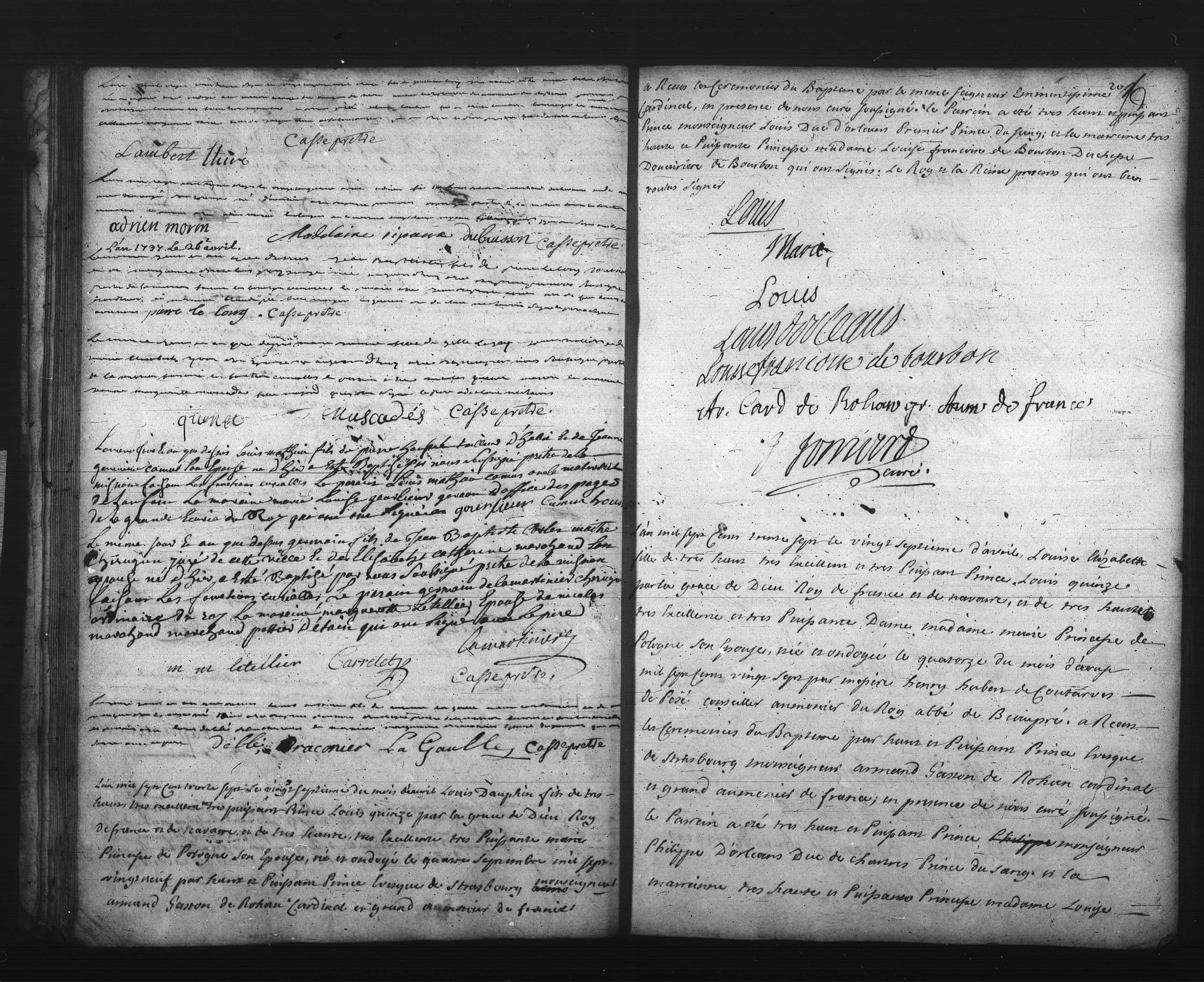
… und Louise Élisabeth de Bourbon

- 16. August: Friedrich August Fischer, deutscher Rechtswissenschaftler († 1786)
- 19. August: Thomas Albrecht Pingeling, deutscher Kupferstecher († 1803)
- 23. August: Friedrich Hartmann Graf, deutscher Komponist und Flötist († 1795)
- 27. August: Gian Battista Frizzoni, Schweizer Pfarrer und Kirchenlieddichter († 1800)
- 30. August: Giovanni Domenico Tiepolo, italienischer Maler († 1804)
- 30. August: Georg Andreas Will, deutscher Historiker († 1798)
- 06. September: Jacques Philippe de Choiseul-Stainville, Marschall von Frankreich († 1789)
- 12. September: Johann Gerhard von Angelbeek, deutsch-niederländischer Anwalt und Kolonialbeamter, Gouverneur der Niederländischen Ostindien-Kompanie in Malabar und Ceylon († 1799)
- 19. September: Renatus von Zinzendorf, deutscher Kirchenlieddichter († 1752)
- 20. September: Mateo de Toro Zambrano y Ureta, kreolischer Offizier, spanischer Gouverneur von Chile († 1811)
- 23. September: Christoph Karl Friedrich von Bardeleben, preußischer Generalmajor († 1798)
- 24. September: Johann Heinrich Silbermann, elsässischer Instrumentenbauer, Organist und Komponist († 1799)

### Viertes Quartal
- 06. Oktober: Christian Jorhan der Ältere, bayerischer Bildhauer († 1804)
- 07. Oktober: William Samuel Johnson, einer der Gründerväter der USA († 1819)
- 09. Oktober: Étienne Charles de Loménie de Brienne, französischer Politiker und Kleriker († 1794)
- 11. Oktober: Elizabeth Griffith, irische Schriftstellerin, Schauspielerin und Herausgeberin († 1793)
- 23. Oktober: Cäcilia Weber, Schwiegermutter von Wolfgang Amadeus Mozart († 1793)
- 24. Oktober: Johann Martin Will, deutscher Kupferstecher, Künstler, Verleger und Herausgeber († 1806)
- 28. Oktober: Conrad Siegmund Ziehen, deutscher lutherischer Theologe und Weltuntergangsprophet († 1780)
- 02. November: Johann Ignaz Schiffermüller, österreichischer, Theologe, Architekturprofessor, Lepidopterologe und Zoologe († 1806)
- 12. November: Iwan Iwanowitsch Schuwalow, russischer Graf, Favorit der Kaiserin Elisabeth von Russland, Förderer der Aufklärung und Begründer der Universität in Moskau und der Petersburger Kunstakademie († 1797)
- 20. November: Maria Josefa von Harrach, Fürstin von Liechtenstein († 1788)
- 22. November: Ercole III. d’Este, Herzog von Modena und Reggio († 1803)
- 23. November: Michael Klahr der Jüngere, deutscher Bildhauer († 1807)
- 26. November: Artemas Ward, US-amerikanischer Armeeoffizier im Unabhängigkeitskrieg und Politiker († 1800)
- 01. Dezember: Stepan Iwanowitsch Scheschkowski, russischer Geheimrat und höchster Untersuchungsbeamter für besonders geheime Staatsaffären († 1794)
- 02. Dezember: Caroline von Keyserling, Königsberger Adelige, Künstlerin und Gesellschaftsdame († 1791)
- 04. Dezember: Johann Gottfried Zinn, deutscher Mediziner und Botaniker († 1759)
- 08. Dezember: Joseph Maria Schneidt, deutscher Jurist, Hochschullehrer und Historiker († 1808)
- 22. Dezember: William Ellery, Unterzeichner der Unabhängigkeitserklärung der USA († 1820)

### Genaues Geburtsdatum unbekannt
- Johann Fuchs, untersteirischer Kirchenbaumeister († 1804)
- Niel Gow, schottischer Fiddler († 1807)
- Jakob Friedrich Grundmann, deutscher Holzblasinstrumentenmacher († 1800)
- Joseph Jones, US-amerikanischer Politiker († 1805)
- Johann Christoph Oesterlein, deutscher Musikinstrumentenbauer († 1792)
- Jacques-François Villiers, französischer Arzt, Übersetzer und Enzyklopädist († 1794)
- Xiao Yi Chun, chinesische kaiserliche Konkubine († 1775)

## Gestorben

### Januar bis April
- 05. Januar: Giovanni Antonio Burrini, italienischer Maler (* 1656)
- 13. Januar: Johann Conrad Ziesenis, deutscher Bildhauer (* 1671)
- 24. Januar: Philippe de Bourbon, Herzog von Vendôme, Herzog von Penthièvre, französischer General und Großprior des Malteserordens in Frankreich (* 1655)
- 30. Januar: Franz Josef von Manteuffel, Truchsess und kurbayerischer Kämmerer (* 1663)
- 31. Januar: Johann Wilhelm Petersen, deutscher Theologe, Mystiker und Chiliast (* 1649)
- 01. Februar: Giuseppe Sala, venezianischer Musikverleger, Drucker und Buchhändler (* um 1643)
- 02. Februar: Andreas Gärtner (sorbisch Handrij Zahrodnik), kurfürstlich-sächsischer Modellmeister, Naturwissenschaftler und Erfinder (* 1654)
- 05. Februar: Luka Mislej, slowenischer Steinmetz und Bildhauer (* 1658)
- 13. Februar: Adam Schöttl, bayerischer Aufständischer und Förster (* um 1658)
- 08. März: Balthasar Mentzer III, deutscher Mathematiker (* 1651)
- 16. März: Francis Nicholson, britischer Kolonialgouverneur verschiedener amerikanischer Kolonien (* 1655)
- 18. März: Nicholas Carew, 1. Baronet, britischer Politiker (* um 1686/87)
- 22. März: Francesco Gasparini, italienischer Komponist (* 1661)
- 22. März: Mulai Ismail, Sultan der Alawiden-Dynastie in Marokko (* um 1645)
- 22. März: Johann Leonhard Rost, deutscher Schriftsteller und Astronom (* 1688)
- 24. März: Marie-Anne Horthemels, französische Kupferstecherin (* 1682)

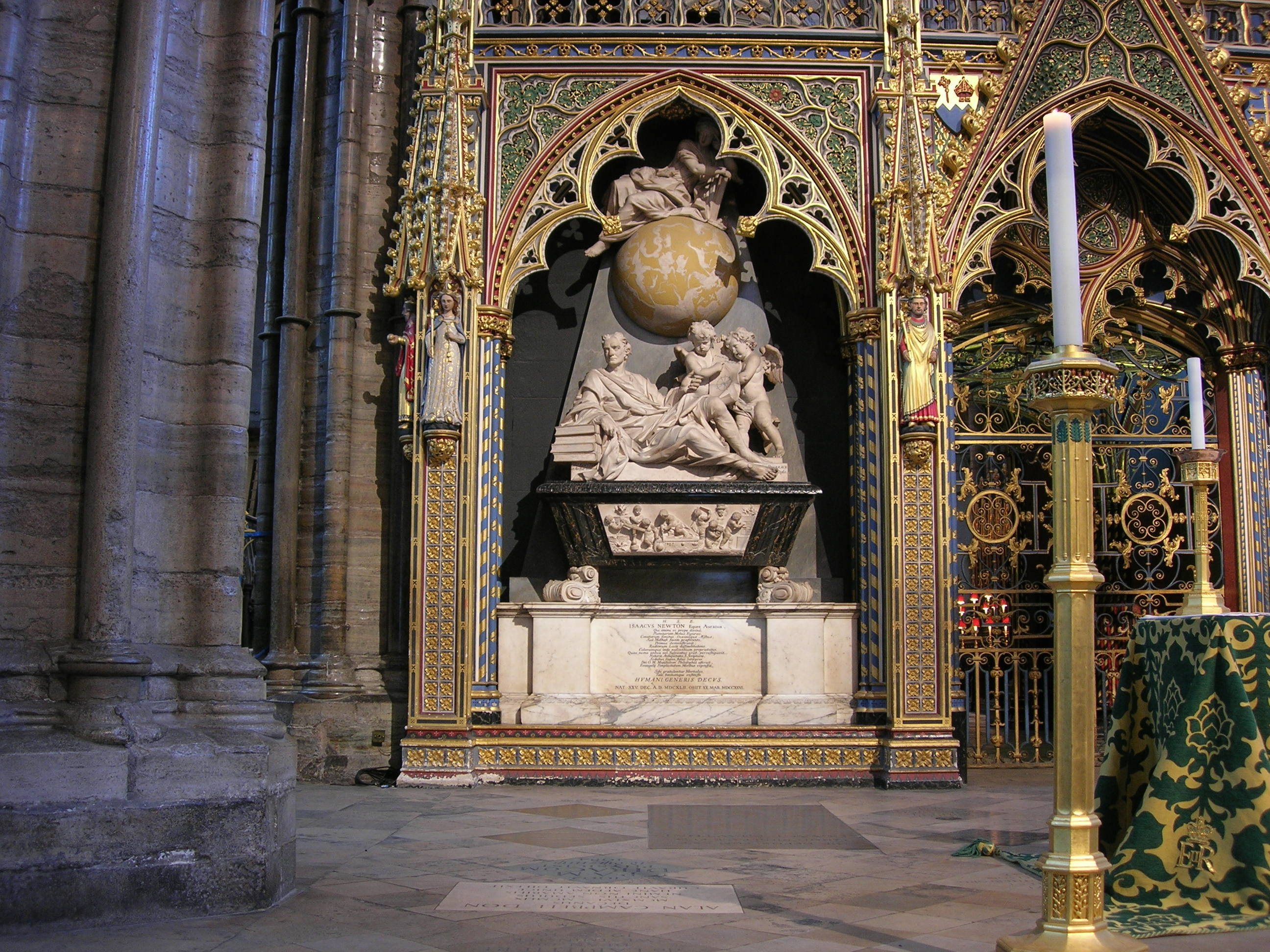
Isaac Newtons Grab in der Westminster Abbey

- 31. März: Isaac Newton, englischer Physiker, Astronom und Mathematiker (* 1643)
- 09. April: Thomas von Westen, norwegischer Missionar (* 1682)
- 11. April: Heinrich Theobald Schenk, deutscher evangelischer Theologe und Kirchenliedkomponist (* 1656)
- 18. April: Matthias Steinl, österreichischer Architekt und Bildhauer (* um 1644)
- 29. April: François Coudray, französischer Bildhauer in Sachsen (* 1678)

### Mai bis August
- 02. Mai: Giuseppe Maria Jacchini, italienischer Cellist und Komponist (* 1663)
- 04. Mai: Louis Armand II. de Bourbon, Fürst von Conti und Feldmarschall (* 1695)
- 06. Mai: Johann Jakob Vogel, deutscher Stuckateur (* 1661)

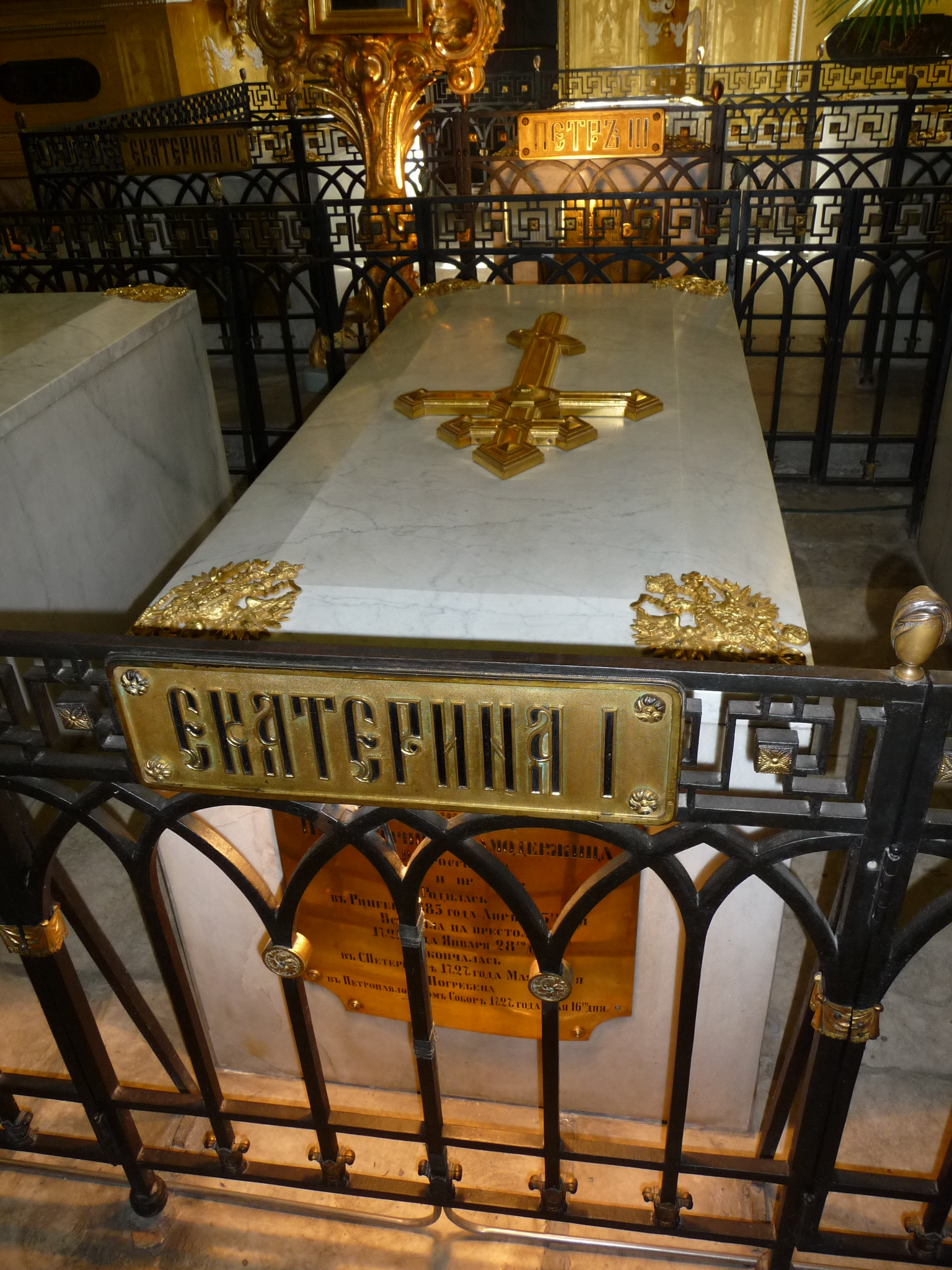
Das Grab Katharinas I.

- 17. Mai: Katharina I., Kaiserin von Russland (* 1684)
- 17. Mai: Lebrecht, Fürst von Anhalt-Bernburg-Schaumburg-Hoym (* 1669)
- 26. Mai: Francesco Farnese, Herzog von Parma und Piacenza (* 1678)
- 31. Mai: Karl August von Schleswig-Holstein-Gottorf, Fürstbischof von Lübeck (* 1706)
- 01. Juni: Cornelis Huysmans, flämischer Maler (* 1648)
- 08. Juni: August Hermann Francke, deutscher Theologe und Sozialpädagoge (* 1663)
- 09. Juni: Hans Schönauer, domkapitlischer Maurermeister in Eichstätt (* um 1660)
- 18. Juni: Georg Wartmann, Bürgermeister von St. Gallen (* 1645)

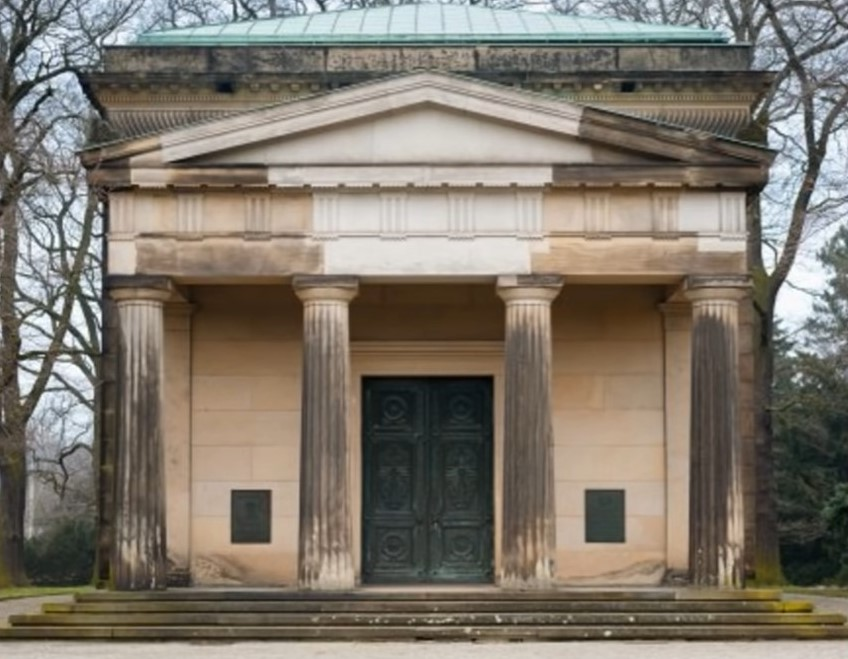
Grabmal von König George I.

- 22. Juni: Georg I., König von Großbritannien und Irland, Kurfürst von Braunschweig-Lüneburg, Erzbannerträger und Erzschatzmeister des Heiligen Römischen Reiches (* 1660)
- 22. Juni: Andreas Reinecke, deutscher Orgelbauer (* 1675/80)
- 09. Juli: Veronica Giuliani, italienische Nonne und Heilige der katholischen Kirche (* 1660)
- 10. Juli: Johann Jakob Dahm, deutscher Orgelbauer (* 1659)
- 10. Juli: Mauritz Vellingk, schwedischer Diplomat, Geheimrat, General und Generalgouverneur von Bremen-Verden (* 1651)
- 14. Juli: Cornelius Cruys, norwegisch-niederländischer Admiral im Dienste des russischen Zaren (* 1657)
- 18. Juli: Franz Anton von Harrach, Fürstbischof von Wien und Fürsterzbischof von Salzburg (* 1665)
- 04. August: Victor-Maurice de Broglie, französischer Heerführer (* 1647)
- 05. August: Khangchenne, tibetischer Adeliger und Minister
- 14. August: William Croft, britischer Organist und Komponist (* 1678)
- 18. August: Franz Anton von Landsberg, General und Gouverneur der Stadt Münster (* 1656)
- August: Arent de Gelder, niederländischer Maler (* 1645)

### September bis Dezember
- 04. September: Christiane Eberhardine von Brandenburg-Bayreuth, Kurfürstin von Sachsen und Titularkönigin von Polen (* 1671)
- 06. September: Ernst Friedrich von Windisch-Graetz, Staatsmann in Diensten der Habsburger und des Heiligen Römischen Reiches, Reichshofratspräsident (* 1670)
- 12. September: Henrich Mencke, westfälischer Orgelbauer (* 1677)
- 25. September: Jacques Abbadie, französischer Theologe und Schriftsteller (* 1654)
- 25. September: Hans Moritz von Brühl, Oberhofmeister des Herzogs von Sachsen-Weißenfels (* 1665)
- 02. Oktober: Johann Konrad Brunner, Schweizer Arzt (* 1653)
- 07. Oktober: Jeanne-Agnès Berthelot de Pléneuf, Marquise von Plasnes, Mätresse des französischen Premierministers Louis IV. Henri de Bourbon, prince de Condé (* 1698)
- 08. Oktober: Georg Sandrart, deutscher Kaufmann und Tabakhändler in Magdeburg (* 1665)
- 10. Oktober: Gottfried Vockerodt, deutscher Pädagoge (* 1665)
- 29. Oktober: Ioan Giurgiu Patachi, rumänisch-griechisch-katholischer Bischof von Făgăraș (* 1682)
- 09. November: Giambattista Ragusa, sizilianischer Bildhauer
- 11. November: Johann Andreas Eisenbarth, deutscher Handwerkschirurg, Wundarzt und Starstecher (* 1663)
- 26. November: Edward Russell, 1. Earl of Orford, britischer Admiral (* 1653)
- 01. Dezember: Johann Heinrich Buttstedt, deutscher Organist und Komponist (* 1666)
- 04. Dezember: Sophie Wilhelmine von Sachsen-Coburg-Saalfeld, Fürstin von Schwarzburg-Rudolstadt (* 1693)
- 06. Dezember: Abraham Bogaert, niederländischer Apotheker, Chirurg und Schriftsteller (* 1663)
- 07. Dezember: Antonio de Zamora, spanischer Dramatiker (* 1660)
- 10. Dezember: Georg Hösle, deutscher römisch-katholischer Theologe (* 1649)
- 15. Dezember: Georg Daniel von Buttlar, Ritter des Deutschen Ordens (* 1671)
- 20. Dezember: Johann Andreas Danz, deutscher lutherischer Theologe und Orientalist (* 1654)
- 25. Dezember: Sarah Kemble Knight, Unternehmerin und Tagebuchschreiberin in Neuengland (* 1666)
- 26. Dezember: Baltasar de Zúñiga y Guzmán, spanischer Adeliger und Kolonialverwalter, Vizekönig von Navarra, Sardinien und Neuspanien (* 1658)
- Dezember: Tsewangrabtan, Herrscher der Dschungaren (* 1643)

### Genaues Todesdatum unbekannt
- Ernst Theophil Maier, deutscher Jurist und Hochschullehrer (* 1651)
- Hannah Callowhill Penn, zweite Ehefrau William Penns und Verwalterin Pennsylvanias (* 1671)